# Пукара-де-Тілкара

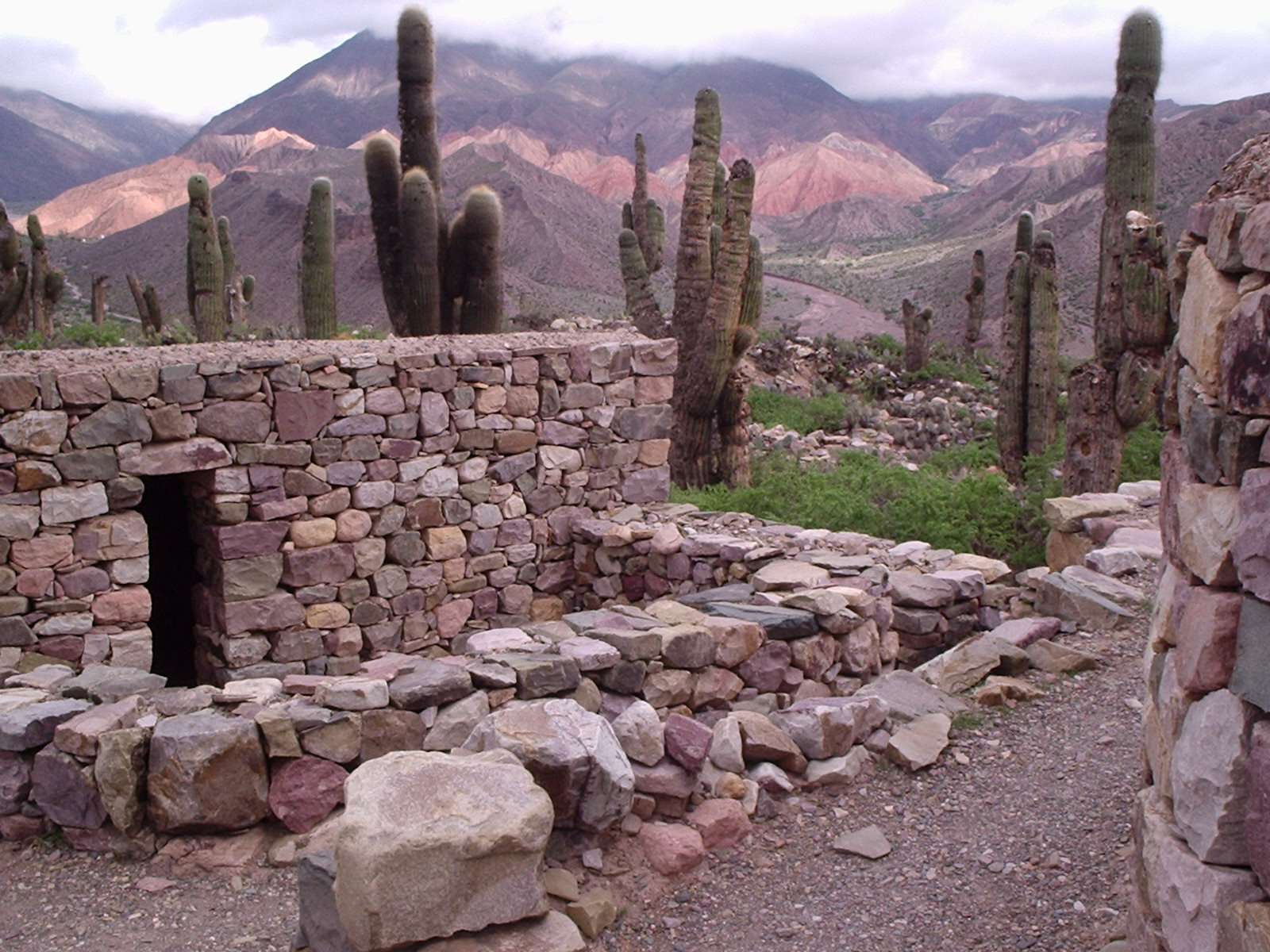
Руїни Пукара-де-Тілкари

Пукара-де-Тілкара — до-інківська фортеця або пукара, розташована на пагорбі, неподалік від невеликого містечка Тілкара, в аргентинській провінції Жужуй.
Фортецю проголошено національною пам'яткою у 2000 році.

## History

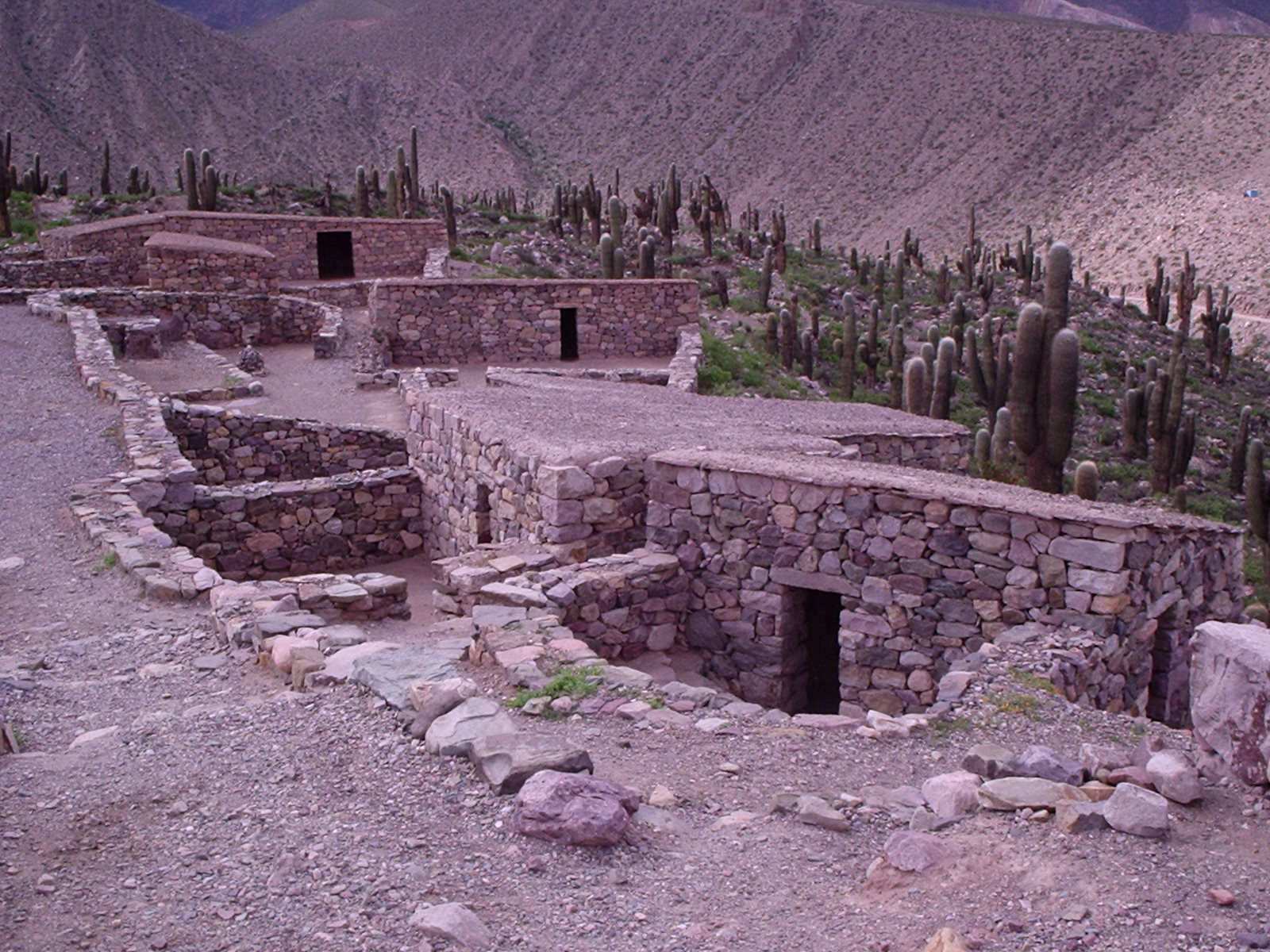
Пукара-де-Тілкара

Поява людей у цій місцевості датується 8 тисячоліттям до н. е. Фортецю було зведено і заселено приблизно у XII столітті. Місцеві жителі були майстрами сільського господарства, ткацького мистецтва і гончарства, й окрім того були сміливими воїнами. Свого часу Пукара слугувала значним економічним та військовим центром.
У найкращі часи фортеця вміщувала близько 2 000 жителів, які проживали у невеличких квадратних кам'яних будівлях з низькими дверима та без вікон. Окрім житлових приміщень, загонів для худоби й інших господарських будівель, тут розміщувались місця для проведення релігійних ритуалів та поховань.
Наприкінці 15 століття племена Квебрада були остаточно завойовані інками, які використовували фортецю як військовий форпост та для забезпечення поставок срібла, цинку й міді, що видобувались поблизу.
Панування інків тривало лише близько півстоліття і завершилось із приходом іспанців у 1536 році, які заснували сучасне місто Тілкара у 1586 році.

## Сучасна історія

### Повторне відкриття
У 1908 році етнограф Хуан Баутіста Амбросетті з Університету Буенос-Айреса та його студент Сальвадор де Бенедетті знову дослідили цю місцевість і склали каталог з понад 3 000 артефактів упродовж перших трьох років розкопок. Розпочавши роботи у 1911 році вони розчистили близько 2000 м2 території та відновили деякі будівлі. У 1948 році Едуардо Касанова узяв на себе керівництво дослідженням території навколо фортеці, і, як наслідок, у 1966 році тут було відкрито археологічний музей. Розкопки, що тривають донині, і сьогодні контролюються Університетом Буенос-Айреса.

### Музей
Музей складається з 10 кімнат, три з яких призначені для тимчасових виставок, бібліотеки та адміністративних приміщень. У семи інших залах, де розміщено постійну експозицію, виставлено понад 5 000 цінних історичних експонатів різних індіанських культур.
- Зала 1 — Аргентина та сусідні країни — Чилі й Болівія, серед експонатів муміфіковане тіло з пустелі Атакама.
- Зала 2 — культураПеру, виставлено керамічні вироби індіанців наска, мокіка та чиму.
- Зала 3 — виставлено експонати епохи іспанського завоювання.
- Зали 4 та 5 — експонати з Пуни та Жужуя.
- Зала 6 — рештки фортифікаційних укріплень Пукари.
- Зала 7 — залишки культури Квебрада.